# Gare de Godinne
La gare de Godinne est une gare ferroviaire belge de la ligne 154, de Namur à Dinant, située à Godinne sur le territoire de la commune d'Yvoir, dans la province de Namur en région wallonne.
Elle est mise en service en 1862 par la Compagnie du Nord - Belge, son bâtiment voyageurs d'origine est classé comme monument en 1989.
C'est une halte voyageurs de la Société nationale des chemins de fer belges (SNCB) desservie par des trains InterCity (IC), Omnibus (L) et d'Heure de pointe (P).

## Situation ferroviaire
Établie à 95 mètres d'altitude, la gare de Godinne est située au point kilométrique (PK) 17,00 de la ligne 154, de Namur à Dinant, entre les gares de Lustin et d'Yvoir.

## Histoire
La station de Godinne est mise en service le 5 février 1862 par la Compagnie du Nord - Belge, lorsqu'elle ouvre à l'exploitation la section de Namur à Dinant. En 1864 Godinne est la quatrième station de la ligne qui rejoint la frontière et Givet en France. Elle dessert le village de Godinne, qui compte 693 habitants, à 17 kilomètres de Namur et 33 km de Givet. Quotidiennement il y a quatre trains pour Dinant et trois pour Givet, le temps de parcours entre Namur et Givet est d'environ 1 h 20.
Un bâtiment de gare est édifié par le Nord-Belge, comme presque toutes les gares secondaires de la Compagnie du Nord-Belge et celles, françaises, de la Compagnie du Nord, il reprend un plan type standard avec un corps central flanqué de deux ailes symétriques.
Le 24 octobre 1989, l'ancien bâtiment de la Compagnie du Nord - Belge est classé comme monument et son environnement est classé comme site,.
En 2010, le conseil de la commune d'Yvoir réagit à un projet de la fermeture du guichet de la gare de Godinne.
Depuis le 28 juin 2013, la gare est devenue un point d'arrêt et le guichet est définitivement fermé. La commune d'Yvoir tente par la suite de la convertir en logements, avec un espace commercial au rez-de-chaussée, mais le projet échoue faute de fonds. Différents projets d'origine locale seront tentés, mais aucun n'aboutit. En avril 2019, la SNCB met la gare en vente pour des offres débutant à 75 000 €.

### Tunnel de passage
En mars 2019, des travaux pour créer un tunnel, et ainsi éliminer le passage à niveau, sont entrepris. Ce tunnel sera doté d'une rampe pour personnes à mobilité réduite. Infrabel a pour objectif de supprimer un maximum de passages à niveau qui génèrent chaque année des accidents mortels pour les usagers, un jeune homme de 24 ans ayant trouvé la mort à Godinne en 2014. Un tunnel était déjà existant mais nécessitait un détour de 400 mètres, ce qui entraînait de nombreuses traversées sauvages. Les quais sont rehaussés à 75 cm au-dessus des voies pendant ces travaux afin d'assurer une meilleure accessibilité des usagers aux trains dont les marches sont très hautes. Ces travaux sont estimés à 1,5 million d'euros.
Après avoir excavé 600 m3 de terre et démonté 40 mètres de voie ferrée, un couloir sous-voies constitué d'un tube de béton de 500 tonnes a été coulé sur place. La poussée du couloir s'est faite à l'aide d'un vérin, à une vitesse de 4 mètres par heure, lors de la fin de semaine de la Pentecôte (de 7h du matin le 8 juin, jusqu'à 15h lundi 10 juin 2019),. Pendant ce temps, les trajets entre Namur et Dinant (trains IC et L) ont été interrompus, étant remplacés par un service d'autobus.

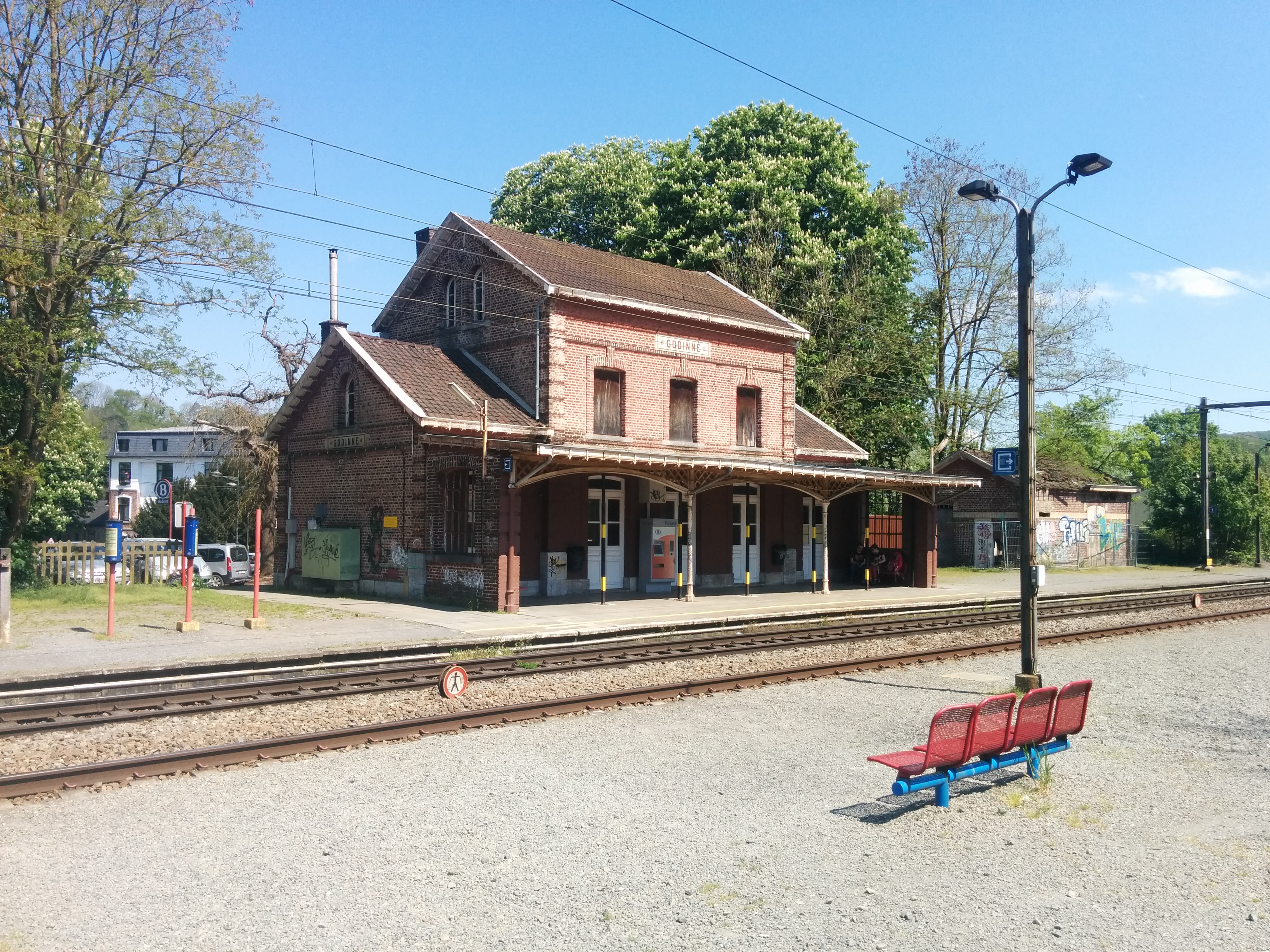
Gare avant les travaux de rehaussement des quais
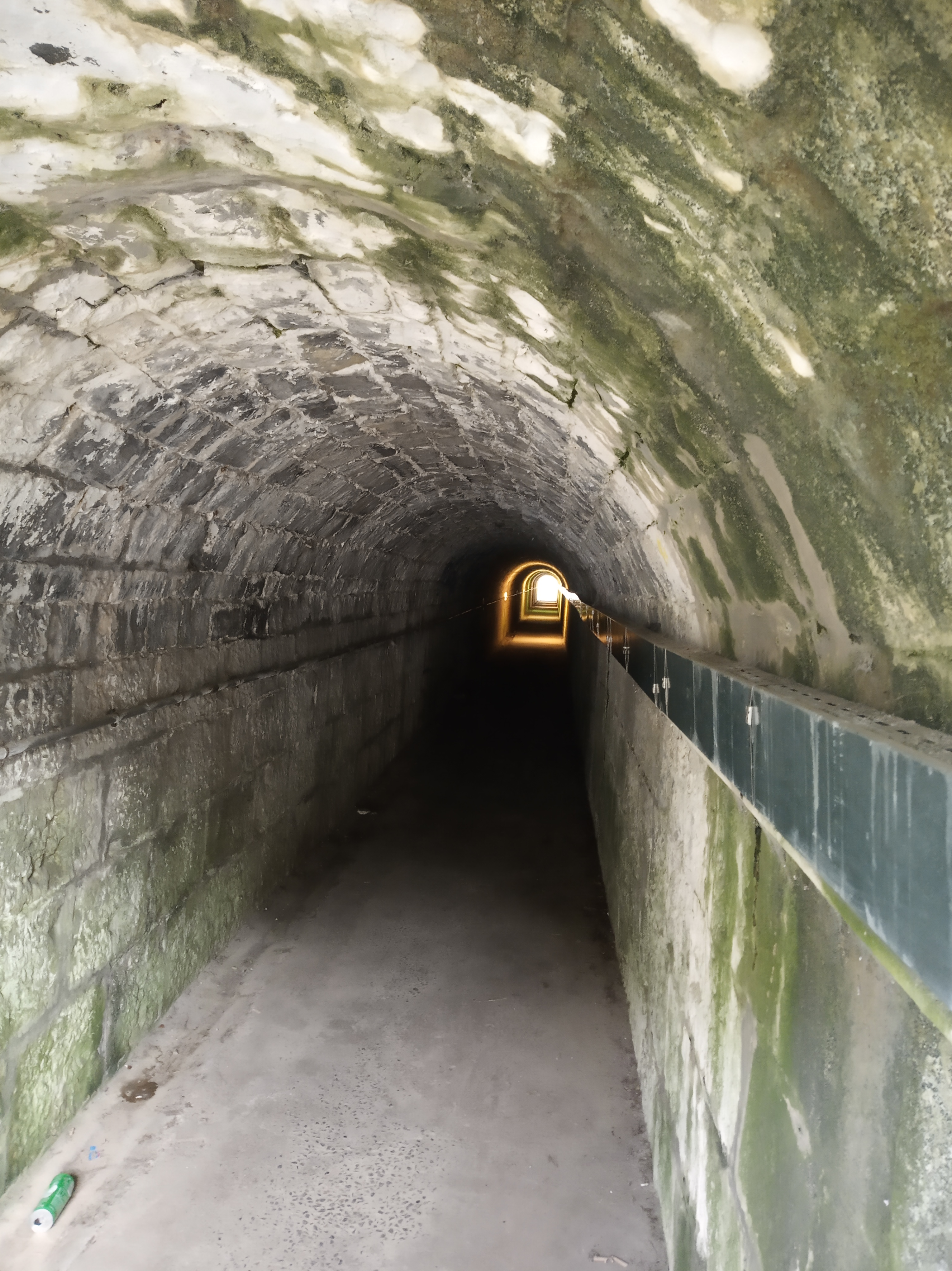
Ancien tunnel, toujours en fonction
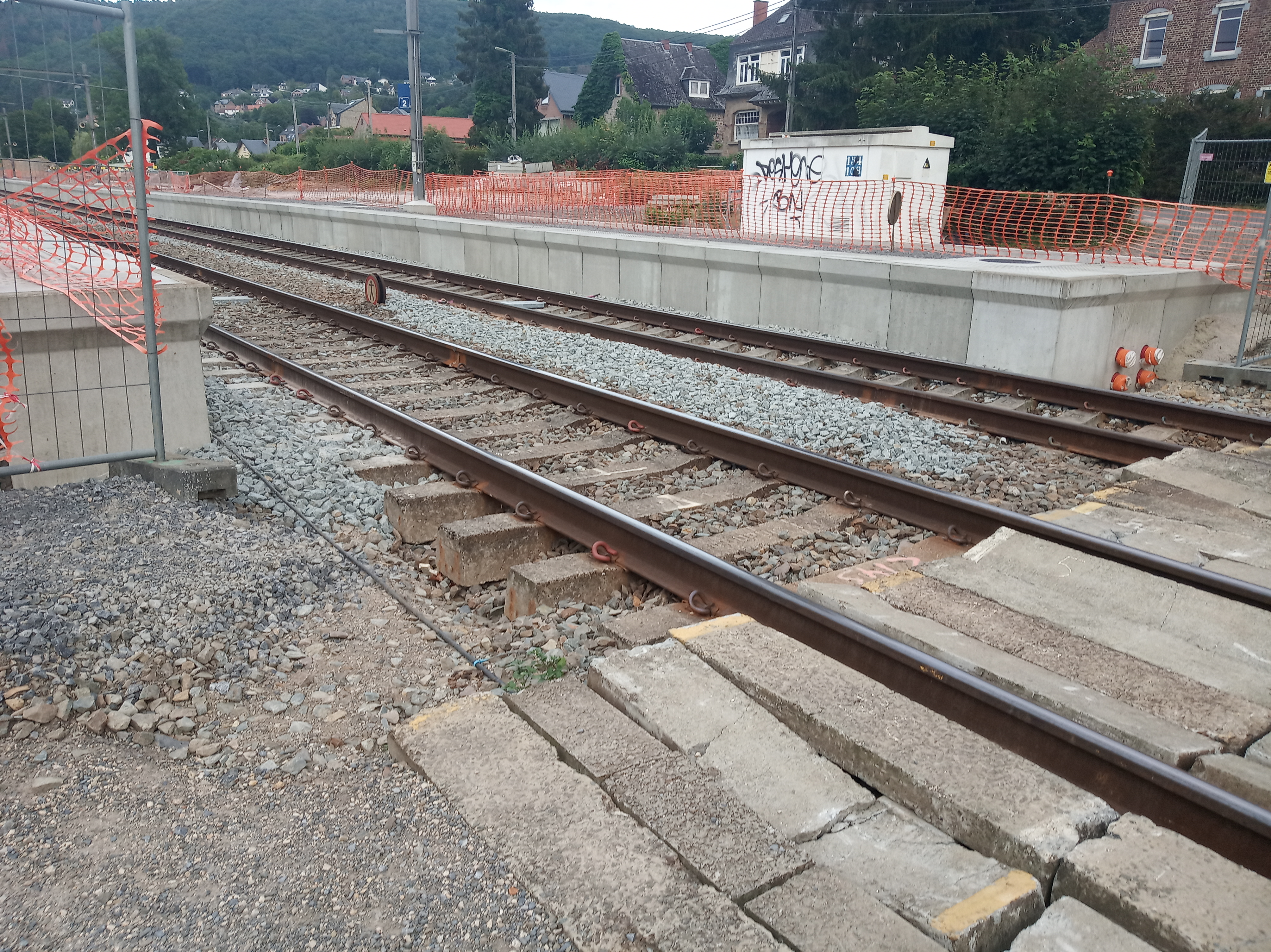
Ancien passage à niveau qui permet d'apprécier l'importance du surhaussement des quais
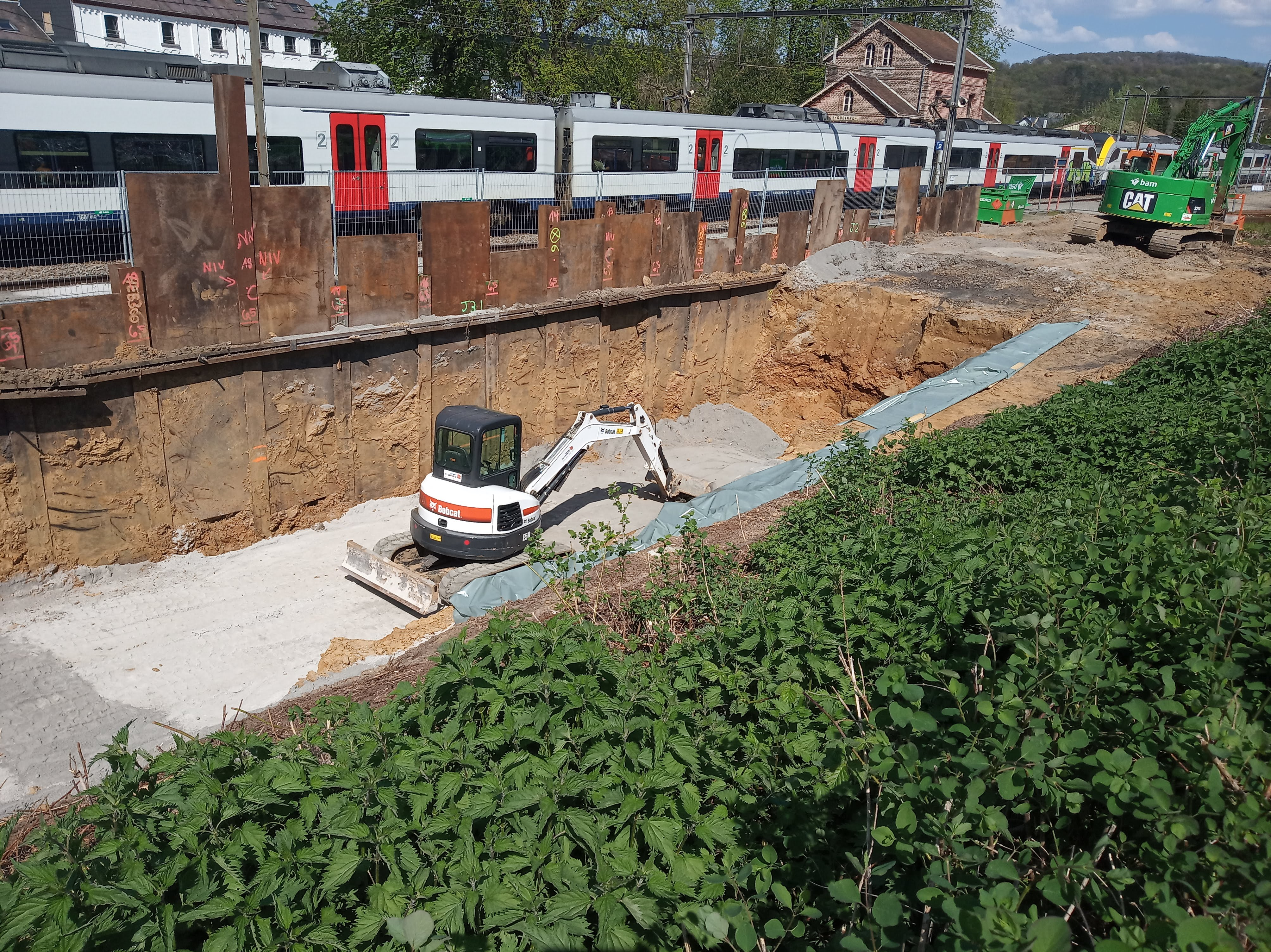
Travaux pour remplacer passage à niveau 2019
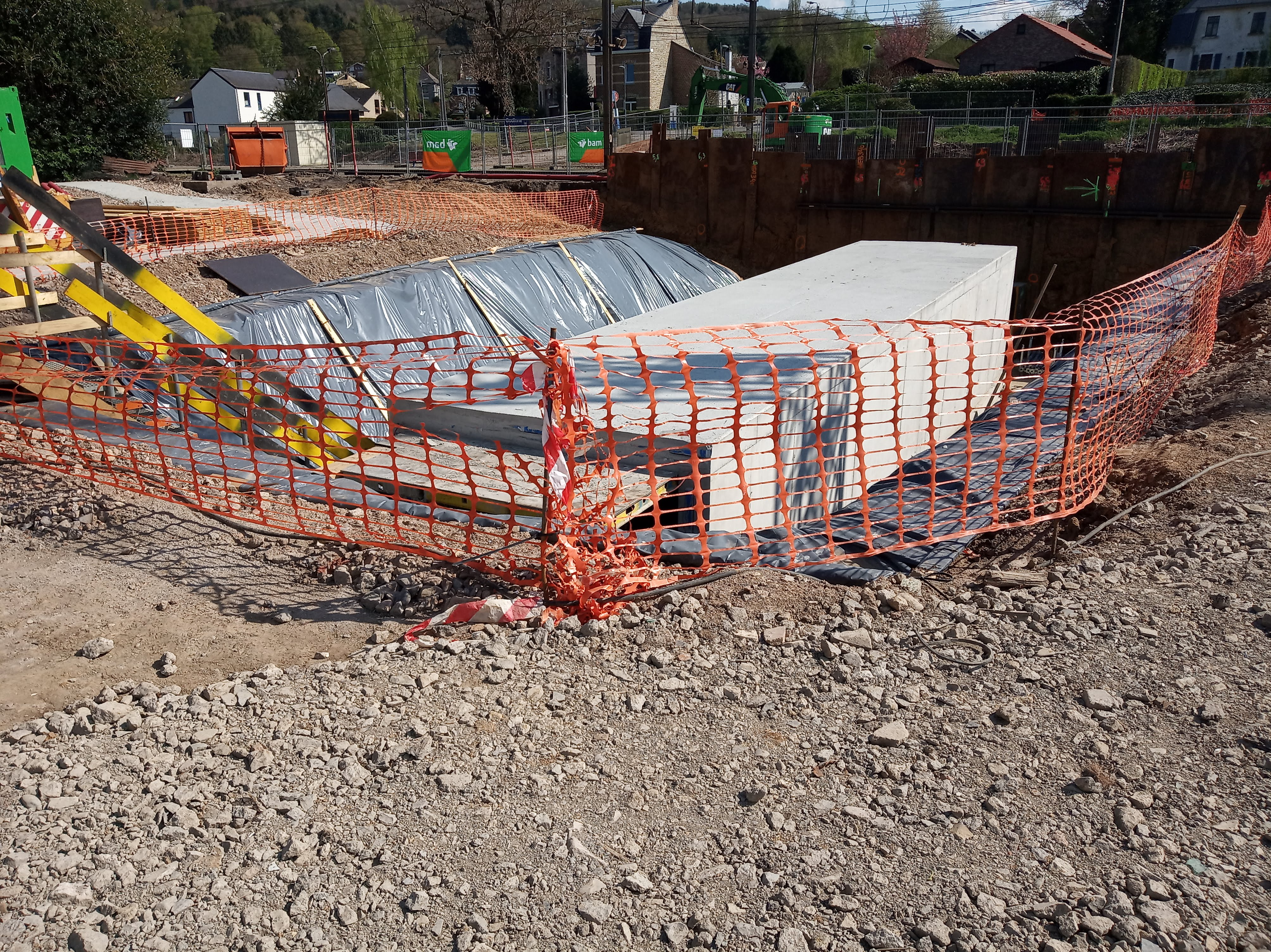
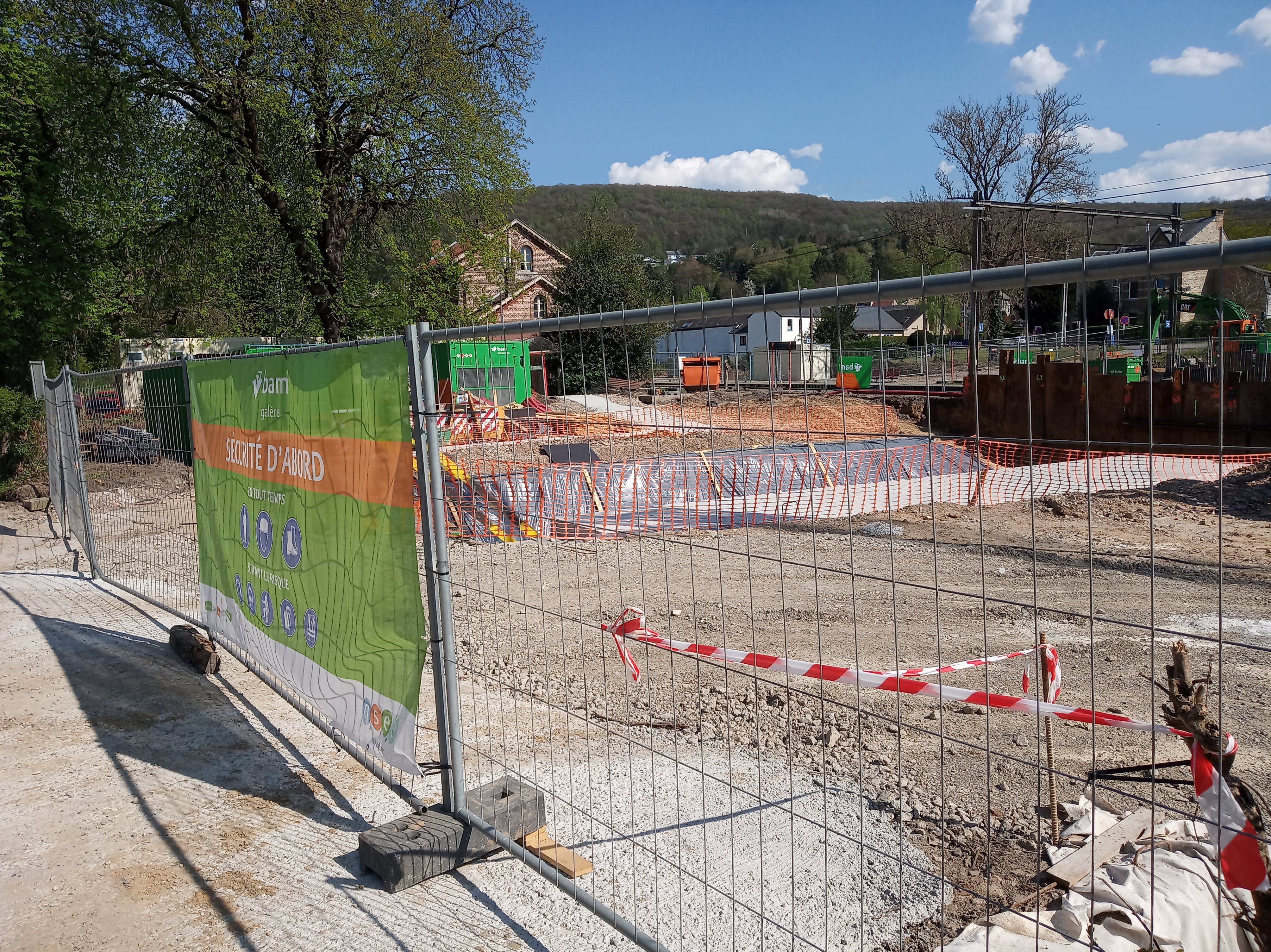
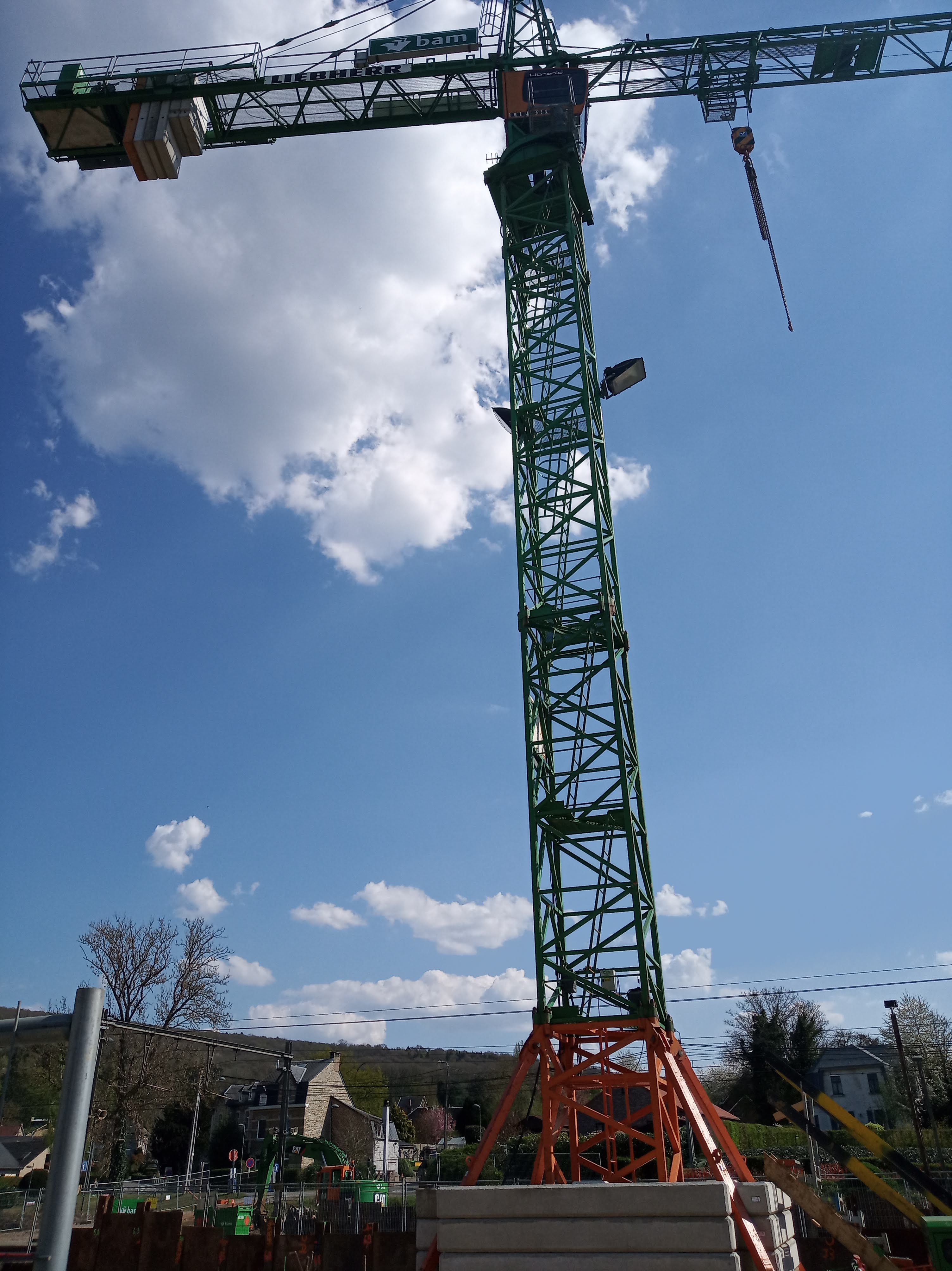
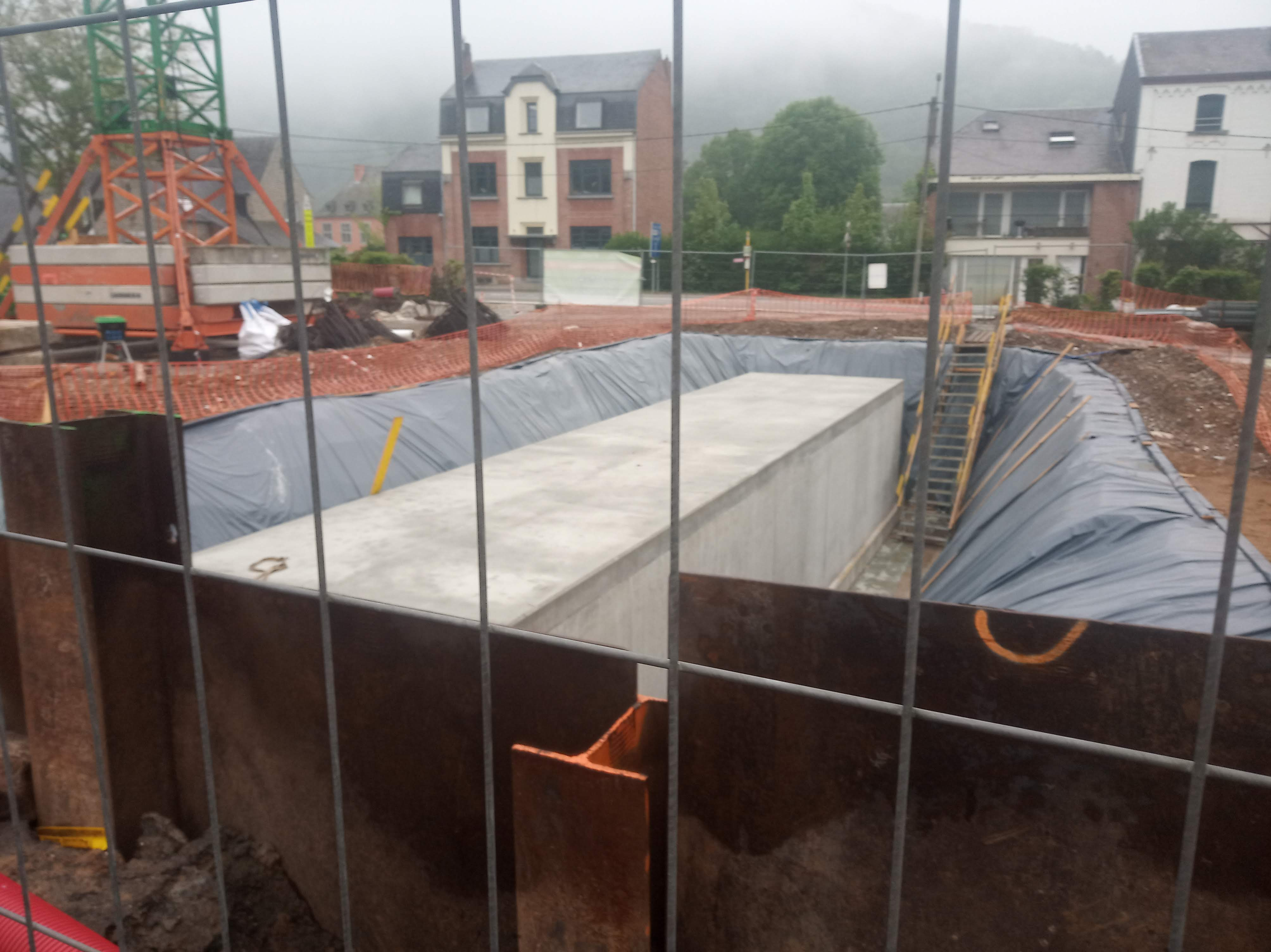
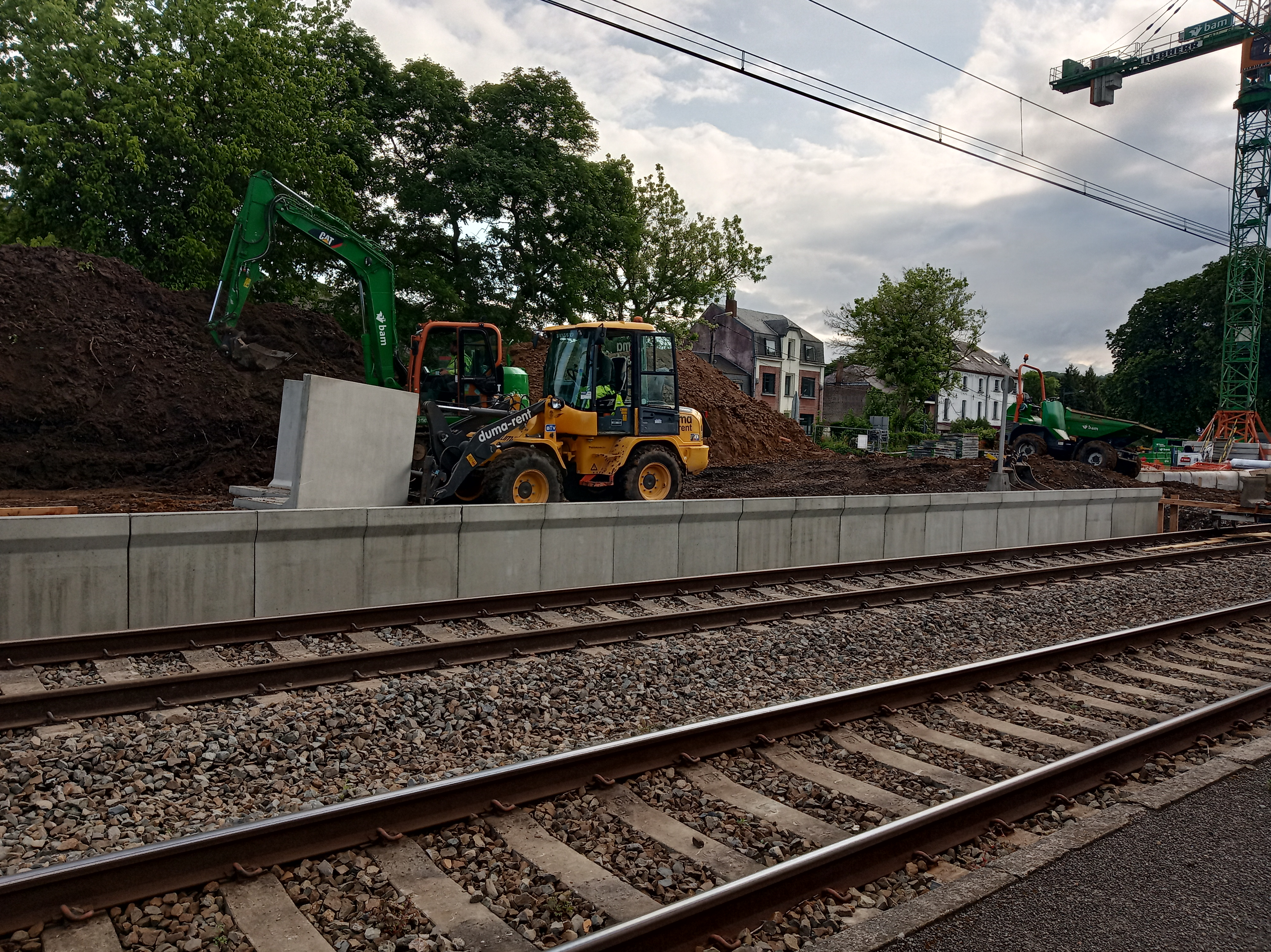
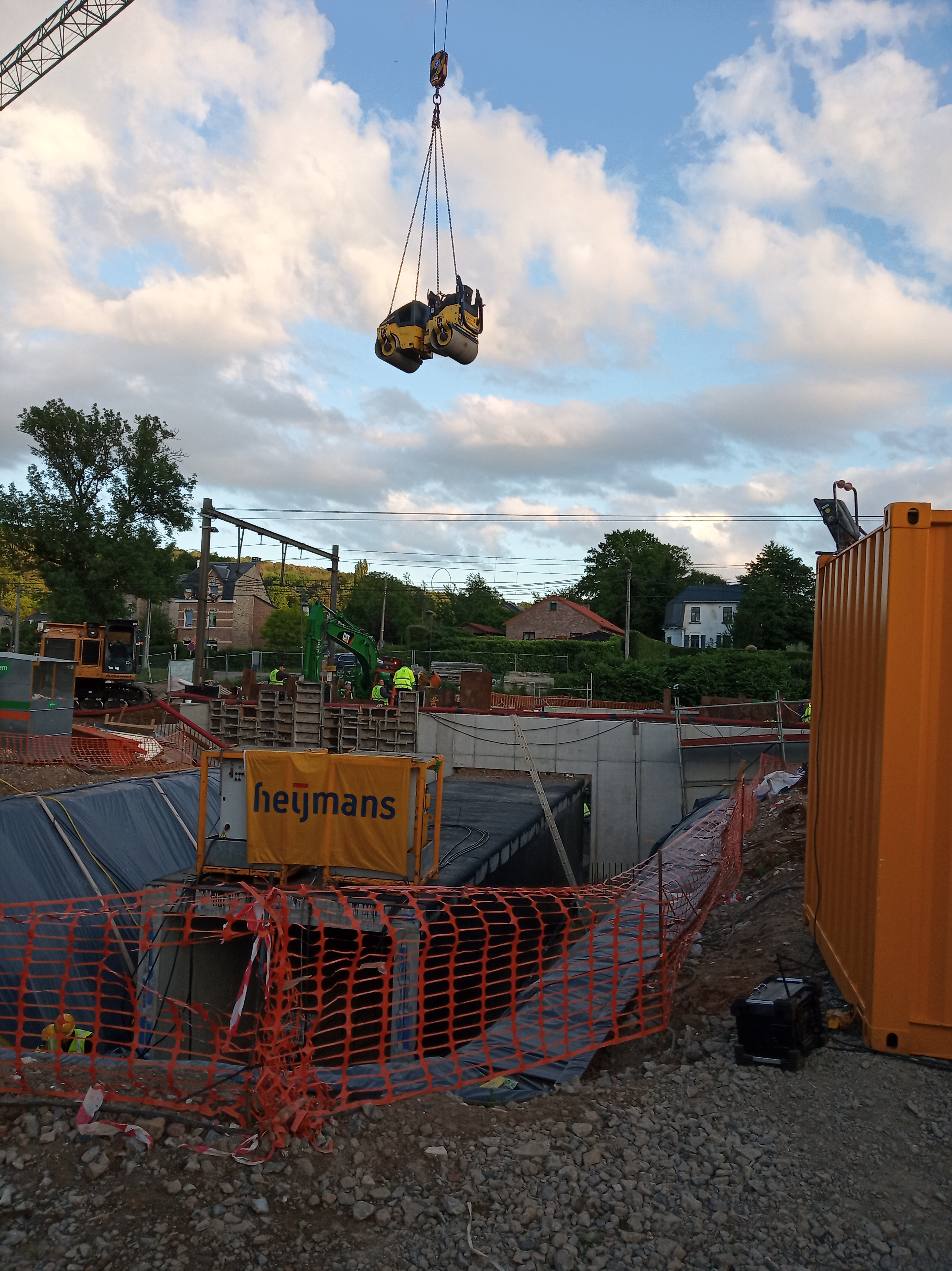
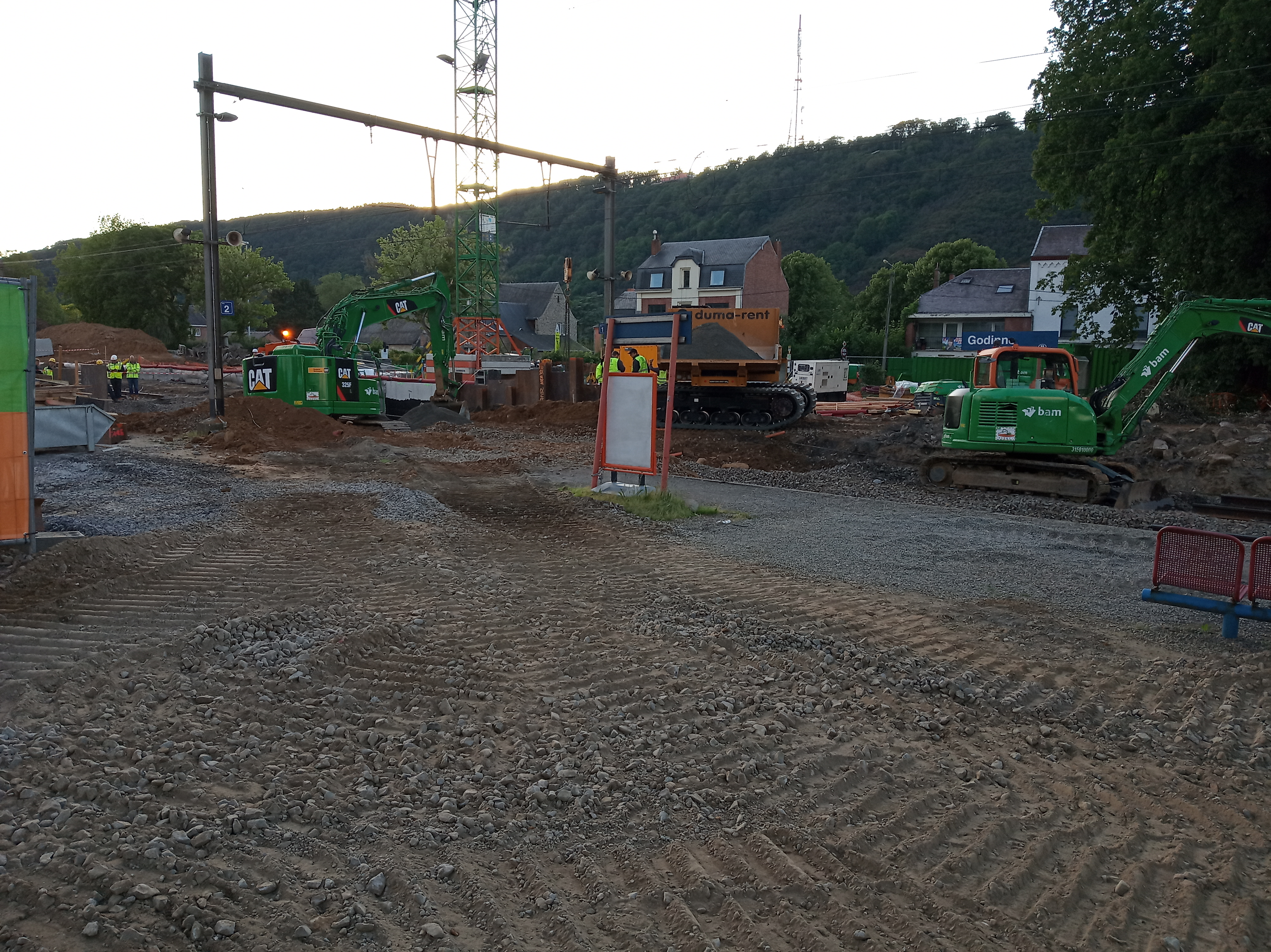
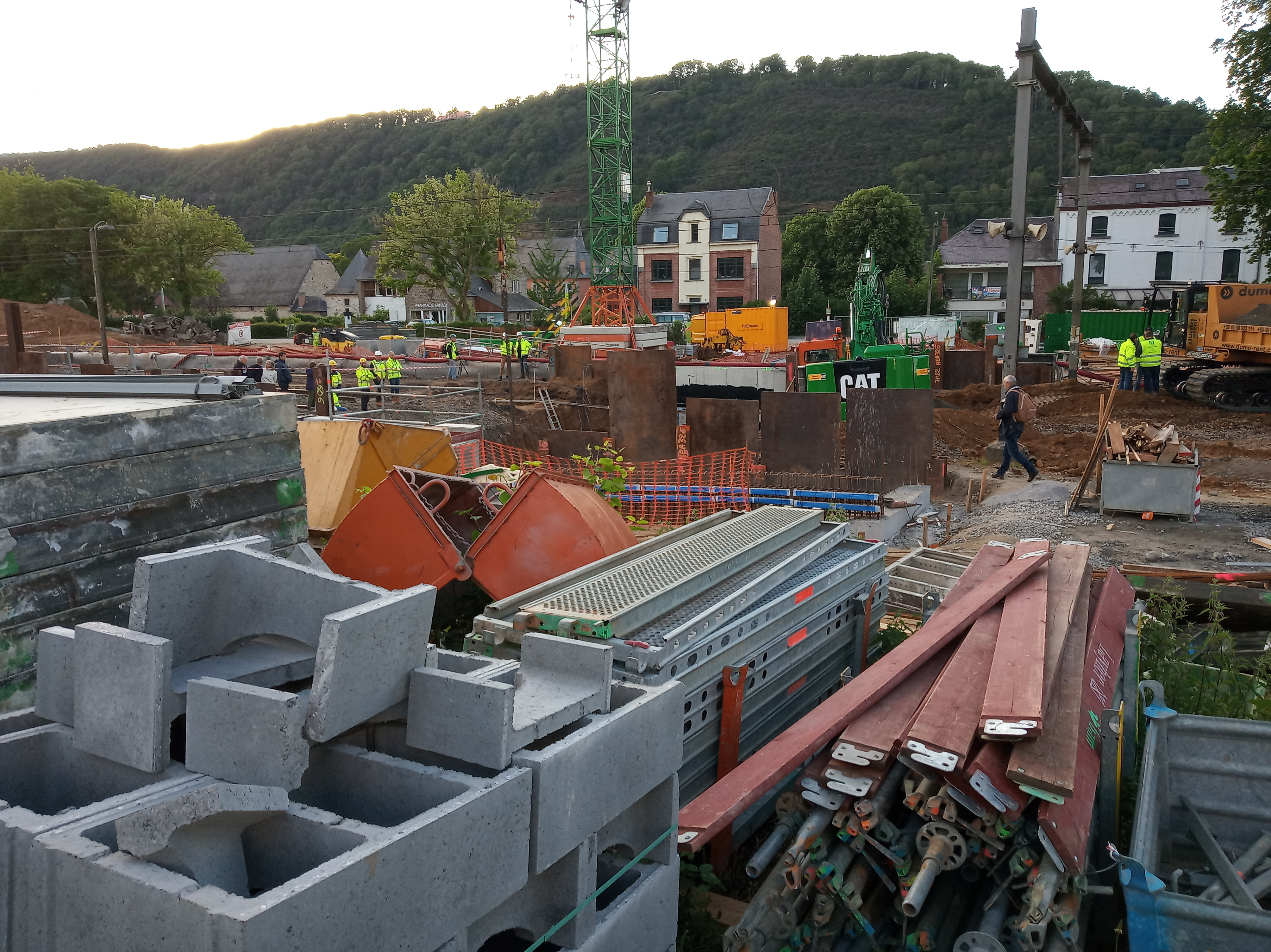
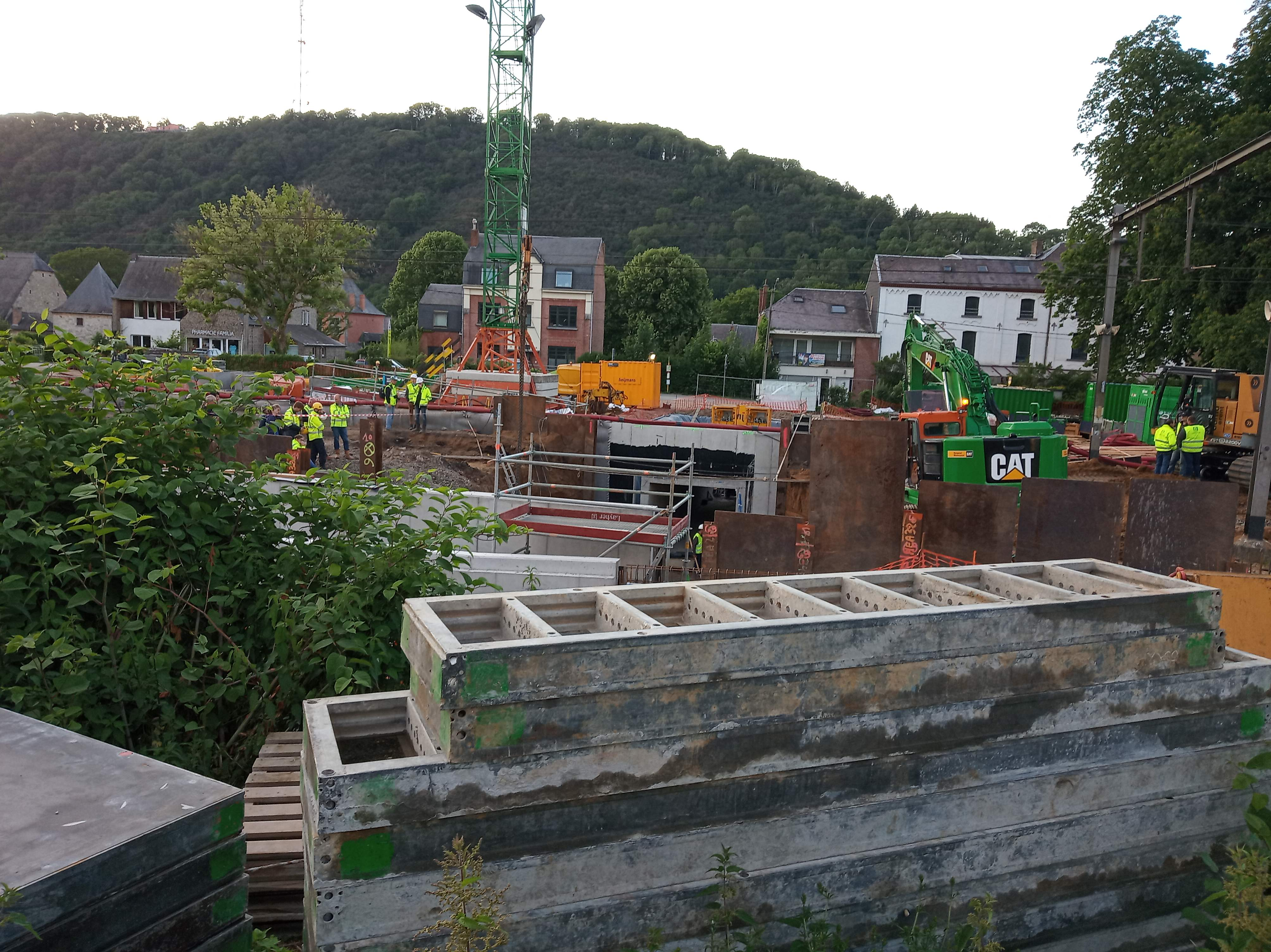
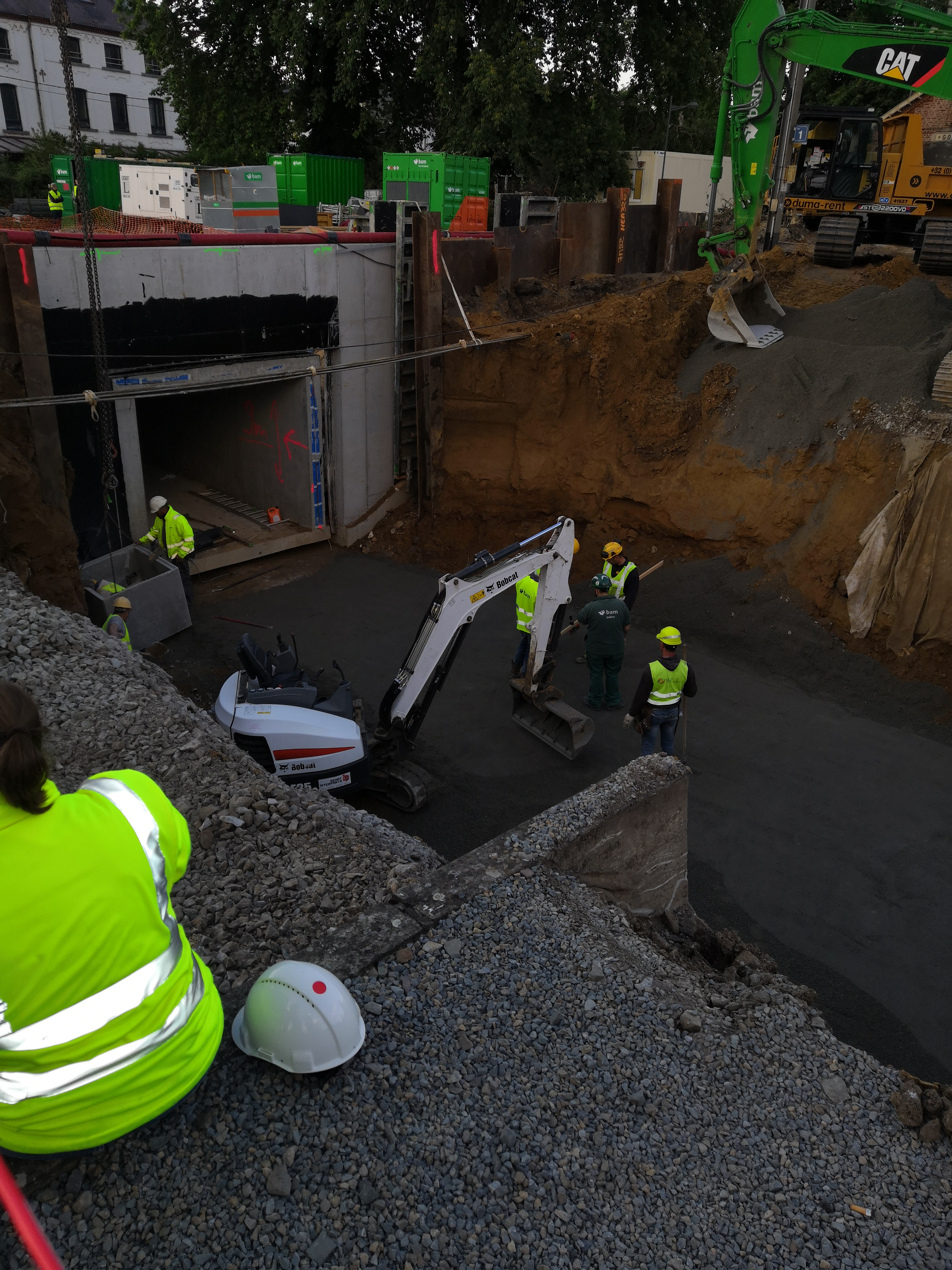
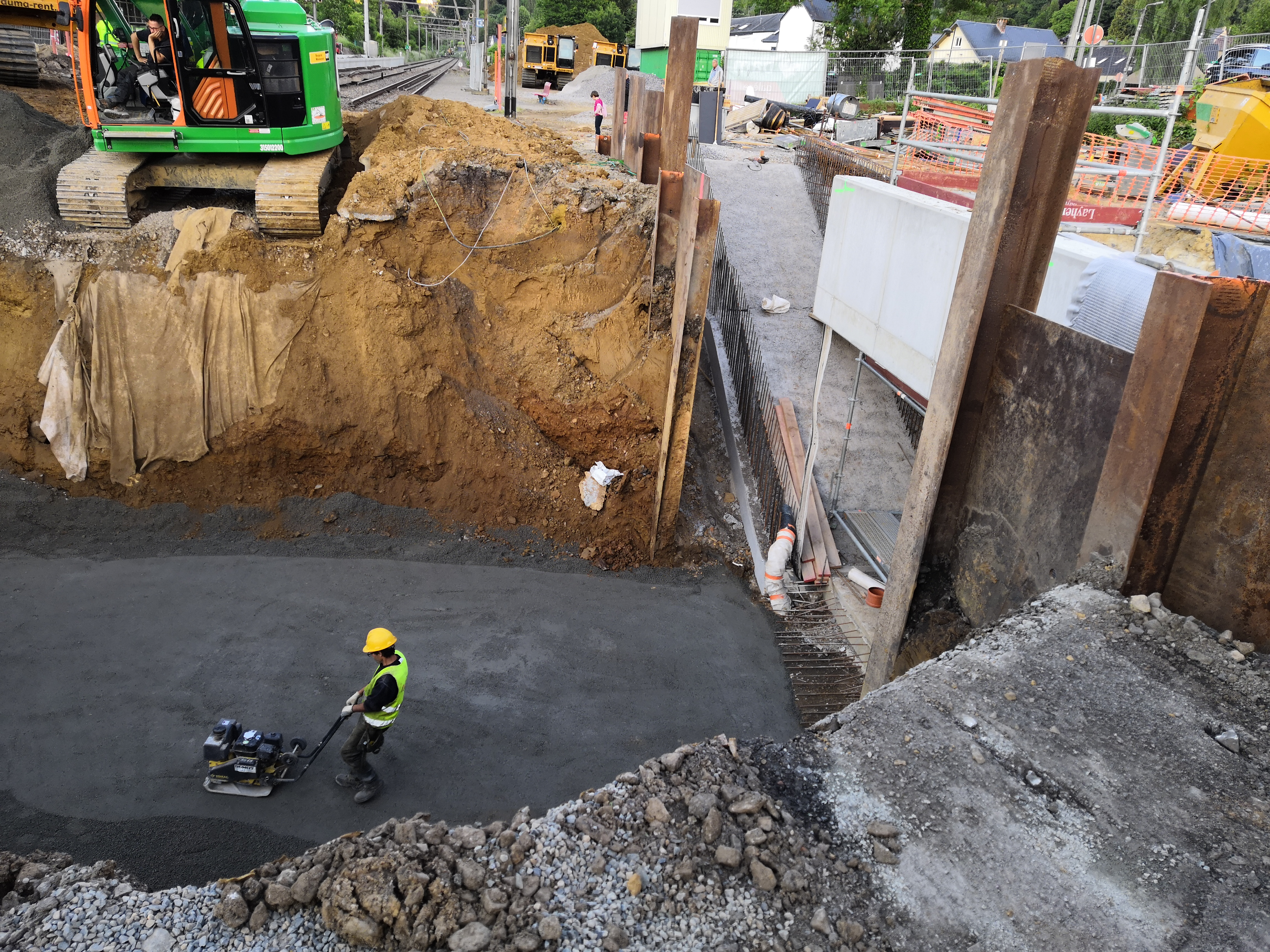
Rampe d'accès
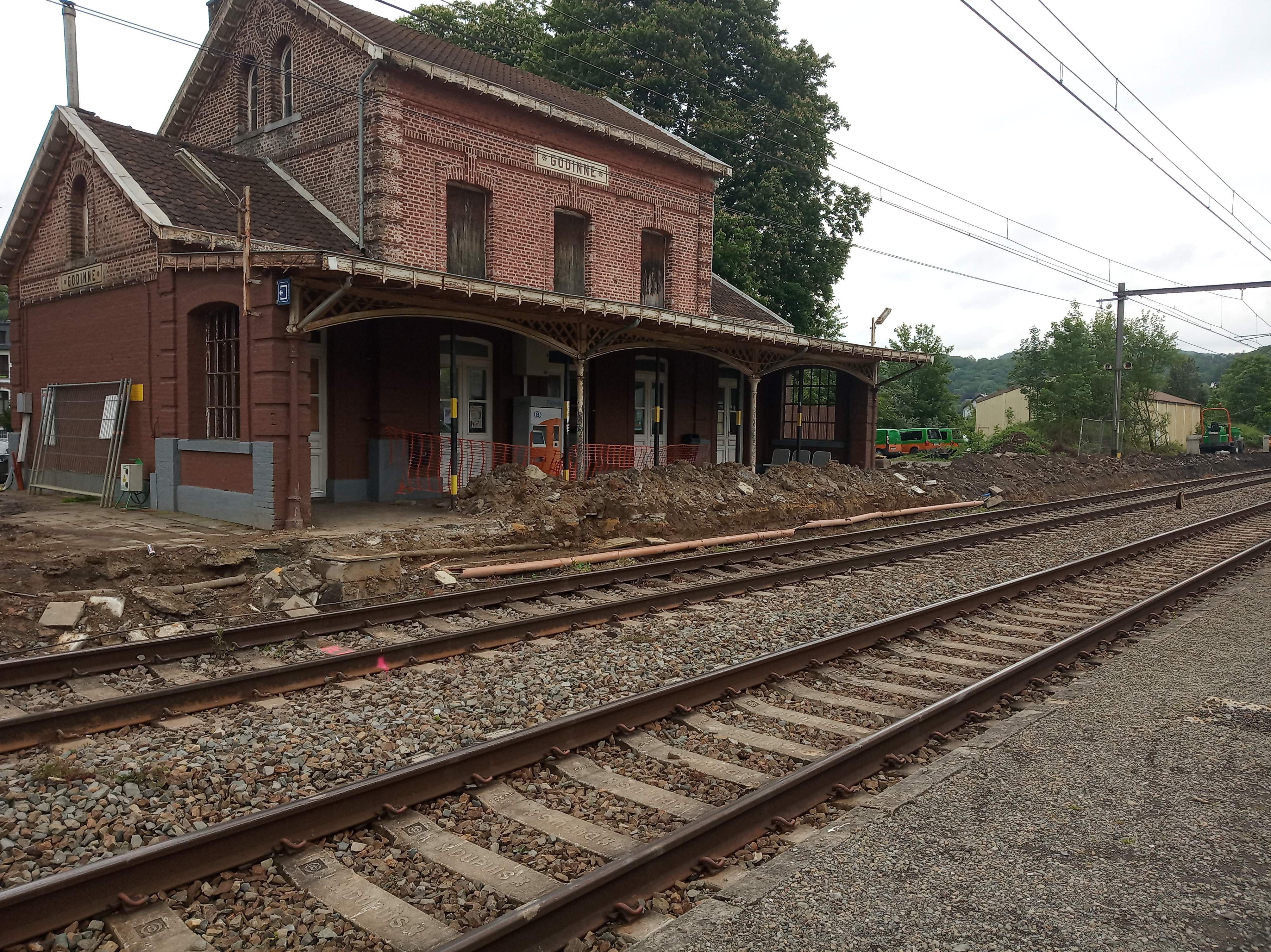
Travaux pour rehausser les quais
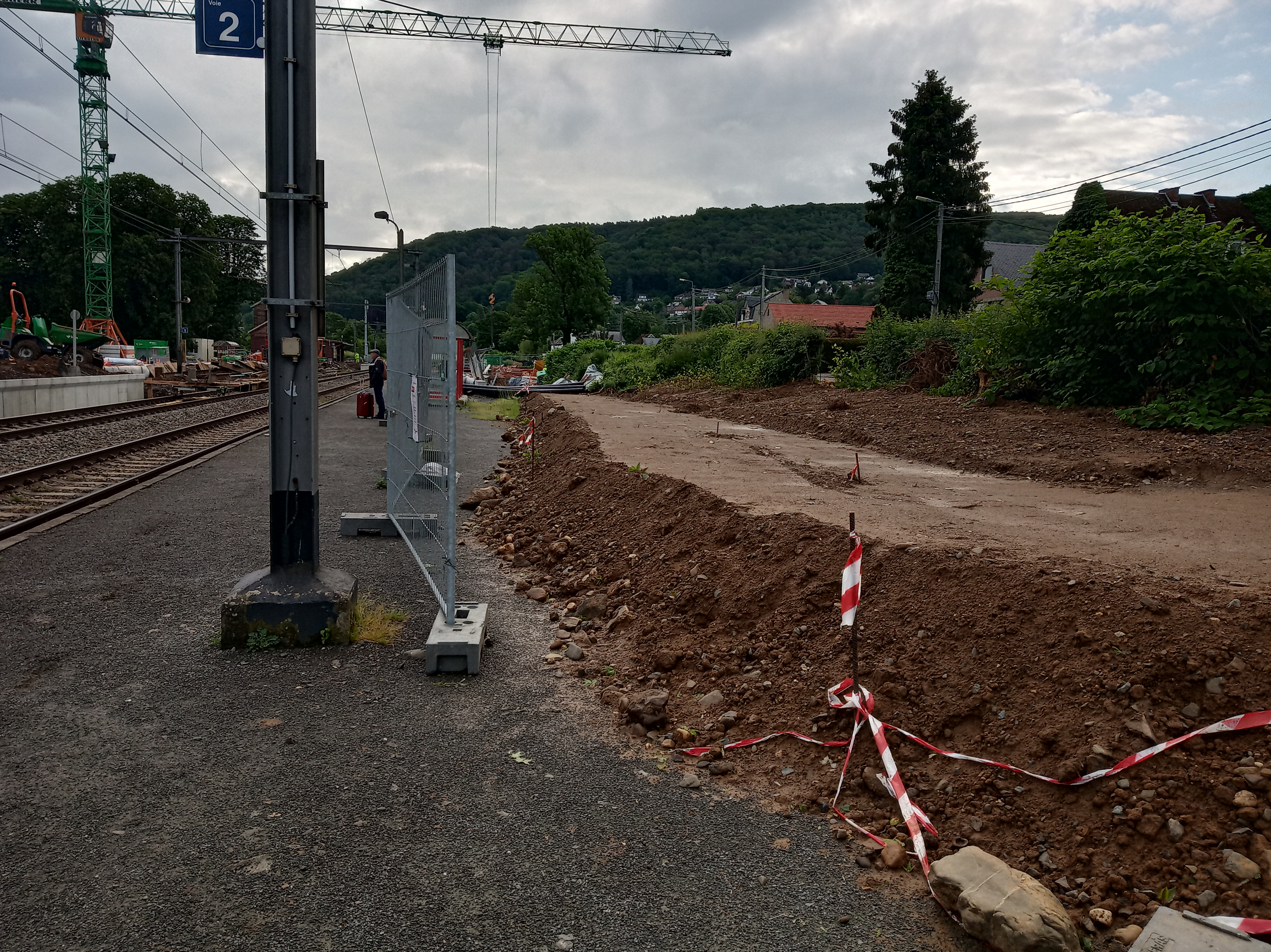
Base en terre pour rehausser la rampe d'accès quai 2.

### Patrimoine ferroviaire
L'ancien bâtiment voyageurs du Nord-Belge est classé par arrêté le 23 octobre 1989. Ce classement englobe les façades et toitures du bâtiment ainsi que son environnement ferroviaire. Le bâtiment à voyageurs de la gare de Godinne appartient à un type standard mis au point par la Compagnie des chemins de fer du Nord et construit à plusieurs dizaines d'exemplaires en France, mais aussi en Belgique, qui a compté plus de vingt gares correspondant à ce schéma.
On retrouvait entre-autres de telles gares à Jambes (remplacée par un bâtiment moderne), Hastière, Sclaigneaux ou Thuin en Belgique et en France : Ascq, Wimereux, ou (Wattignies (détruite lors de la Première Guerre mondiale). Plusieurs des gares encore en existence ont été altérées ou agrandies mais celle de Godinne est encore proche de son agencement d'origine. Contrairement à ceux de plus grande importance, le bâtiment de Godinne se contente de deux ailes courtes (une seule travée).

## Service aux voyageurs

### Accueil
Halte SNCB, c'est un point d'arrêt non géré (PANG) à accès libre. Elle est équipée d'un automate pour l'achat de titres de transport.

### Desserte
Godinne est desservie par des trains de la SNCB : InterCity (IC), Omnibus (L) et d'Heure de pointe (P) qui effectuent des missions sur la ligne 154 Namur - Dinant.
En semaine, la desserte est constituée de trains IC-17 entre Dinant et Brussels Airport-Zaventem ainsi que de trains L entre Namur et Libramont, circulant toutes les heures et renforcés le matin par un train P de Bertrix à Namur.
Les week-ends et jours fériés, la desserte comprend des trains IC-17 entre Dinant et Bruxelles-Midi, circulant toutes les heures, ainsi que des trains L entre Namur et Libramont, toutes les deux heures.

### Intermodalité
Un parc pour les vélos et un parking pour les véhicules y sont aménagés.
Elle est desservie par des bus[Lesquels ?].

## Comptage voyageurs
Ce graphique et tableau montre le nombre de voyageurs embarquant en moyenne durant la semaine, le samedi et le dimanche.
| Nombre de passagers qui embarquent à la gare de Godinne | Nombre de passagers qui embarquent à la gare de Godinne | Nombre de passagers qui embarquent à la gare de Godinne | Nombre de passagers qui embarquent à la gare de Godinne |
|                                                         | Semaine                                                 | Samedi                                                  | Dimanche                                                |
| ------------------------------------------------------- | ------------------------------------------------------- | ------------------------------------------------------- | ------------------------------------------------------- |
| 1977                                                    | 191                                                     | 63                                                      | 59                                                      |
| 1978                                                    | 276                                                     | 97                                                      | 117                                                     |
| 1979                                                    | 287                                                     | 73                                                      | 52                                                      |
| 1980                                                    | 275                                                     | 60                                                      | 93                                                      |
| 1981                                                    | 319                                                     | 70                                                      | 103                                                     |
| 1982                                                    | 254                                                     | 62                                                      | 85                                                      |
| 1983                                                    | 298                                                     | 77                                                      | 68                                                      |
| 1984                                                    | 241                                                     | 64                                                      | 82                                                      |
| 1985                                                    | 288                                                     | 60                                                      | 104                                                     |
| 1986                                                    | 246                                                     | 69                                                      | 90                                                      |
| 1987                                                    | 266                                                     | 85                                                      | 125                                                     |
| 1988                                                    | 250                                                     | 80                                                      | 67                                                      |
| 1989                                                    | 278                                                     | 51                                                      | 115                                                     |
| 1990                                                    | 331                                                     | 63                                                      | 125                                                     |
| 1991                                                    | 313                                                     | 102                                                     | 79                                                      |
| 1992                                                    | 373                                                     | 75                                                      | 88                                                      |
| 1993                                                    | 408                                                     | 120                                                     | 120                                                     |
| 1994                                                    | 377                                                     | 164                                                     | 139                                                     |
| 1995                                                    | 334                                                     | 128                                                     | 108                                                     |
| 1996                                                    | 413                                                     | 92                                                      | 137                                                     |
| 1997                                                    | 471                                                     | 101                                                     | 98                                                      |
| 1998                                                    | 403                                                     | 102                                                     | 102                                                     |
| 1999                                                    | 382                                                     | 123                                                     | 121                                                     |
| 2000                                                    | 362                                                     | 184                                                     | 219                                                     |
| 2001                                                    | 468                                                     | 154                                                     | 148                                                     |
| 2002                                                    | 368                                                     | 136                                                     | 142                                                     |
| 2003                                                    | 249                                                     | 136                                                     | 152                                                     |
| 2004                                                    | 297                                                     | 162                                                     | 160                                                     |
| 2005                                                    | 322                                                     | 144                                                     | 259                                                     |
| 2006                                                    | 326                                                     | 166                                                     | 104                                                     |
| 2007                                                    | 336                                                     | 145                                                     | 158                                                     |
| 2008                                                    | -                                                       | -                                                       | -                                                       |
| 2009                                                    | 476                                                     | 163                                                     | 176                                                     |
| 2010                                                    | -                                                       | -                                                       | -                                                       |
| 2011                                                    | -                                                       | -                                                       | -                                                       |
| 2012                                                    | 417                                                     | 182                                                     | 195                                                     |
| 2013                                                    | 441                                                     | 173                                                     | 183                                                     |
| 2014                                                    | 584                                                     | 151                                                     | 177                                                     |
| 2015                                                    | 443                                                     | 148                                                     | 161                                                     |
| 2016                                                    | 353                                                     | 123                                                     | 137                                                     |
| 2017                                                    | 381                                                     | 132                                                     | 175                                                     |
| 2018                                                    | 373                                                     | 136                                                     | 122                                                     |
| 2019                                                    | 367                                                     | 135                                                     | 136                                                     |
| 2020                                                    | 273                                                     | 136                                                     | 153                                                     |
| 2021                                                    | -                                                       | -                                                       | -                                                       |
| 2022                                                    | 561                                                     | 312                                                     | 334                                                     |
| 2023                                                    | 495                                                     | 201                                                     | 215                                                     |
| 2024                                                    | 540                                                     | 267                                                     | 239                                                     |